# Conjectura de Beal
A conjectura de Beal é a seguinte conjectura em teoria dos números:
Se {\displaystyle A^{x}+B^{y}=C^{z},} e A, B, C, x, y, e z são números inteiros positivos, com x, y, z > 2, então A, B, e C possuem um fator primo em comum.
Equivalente a &,
Não existem soluções para a equação acima em que A, B, C, x, y, z sejam números inteiros positivos, A, B, e C sejam dois a dois primos entre si e x, y, z sejam todos maiores do que 2.
A conjectura foi formulada em 1993 por Andrew Beal, um banqueiro e matemático amador, enquanto investigava generalizações do último teorema de Fermat. Desde 1997, Beal oferece um prêmio em dinheiro por um contraexemplo ou uma demonstração que seja publicada em uma revista revisada por pares. O valor do prêmio aumentou várias vezes e é atualmente de US $1.000.000.
Em alguns locais, esta conjectura tem sido ocasionalmente referida como uma generalização da equação de Fermat, a conjectura de Mauldin, e a conjectura de Tijdeman-Zagier.

## Exemplos relacionados
Para ilustrar, as bases da solução {\displaystyle 3^{3}+6^{3}=3^{5}} têm o 3 como um fator comum, a {\displaystyle 7^{3}+7^{4}=14^{3}} tem bases com o fator comum 7, e {\displaystyle 2^{n}+2^{n}=2^{n+1}} tem bases com um fator comum  2. De fato, a equação tem um número infinito de soluções, em que as bases compartilham um fator comum, incluindo generalizações dos três exemplos acima, respectivamente
{\displaystyle 3^{3n}+[2(3^{n})]^{3}=3^{3n+2},\quad \quad n\geq 1;}
{\displaystyle (a^{n}-1)^{kn}+(a^{n}-1)^{kn+1}=[a(a^{n}-1)^{k}]^{n},\quad \quad a\geq 2,\quad k\geq 1,\quad n\geq 3;}
e
{\displaystyle [a(a^{n}+b^{n})]^{n}+[b(a^{n}+b^{n})]^{n}=(a^{n}+b^{n})^{n+1},\quad \quad a\geq 1,\quad b\geq 1,\quad n\geq 3.}
Além disso, para cada solução (com ou sem bases primas entre si), há um número infinito de soluções com o mesmo conjunto de expoentes e um conjunto crescente de bases não primas entre si. Isto é, para a solução
{\displaystyle A_{1}^{x}+B_{1}^{y}=C_{1}^{z}}
tem-se também
{\displaystyle A_{n}^{x}+B_{n}^{y}=C_{n}^{z};\quad n\geq 2}
em que
{\displaystyle A_{n}=(A_{n-1}^{yz+1})(B_{n-1}^{yz})(C_{n-1}^{yz})}
{\displaystyle B_{n}=(A_{n-1}^{xz})(B_{n-1}^{xz+1})(C_{n-1}^{xz})}
{\displaystyle C_{n}=(A_{n-1}^{xy})(B_{n-1}^{xy})(C_{n-1}^{xy+1})}
Todas as da conjectura de Beal envolverão necessariamente três termos que são números 3-poderosos, isto é, números, onde cujo expoente de cada fator primo é, no mínimo, três. Sabe-se que há um número infinito de tais somas envolvendo números primos entre si 3-poderosos; no entanto, tais somas são raras. O menor de dois exemplos são:
{\displaystyle {\begin{aligned}271^{3}+2^{3}\ 3^{5}\ 73^{3}=919^{3}&=776{,}151{,}559\\3^{4}\ 29^{3}\ 89^{3}+7^{3}\ 11^{3}\ 167^{3}=2^{7}\ 5^{4}\ 353^{3}&=3{,}518{,}958{,}160{,}000\\\end{aligned}}}
O que distingue a conjectura de Beal é que ela requer que cada um dos três termos sejam expressos como uma única potência.

## Relação com outras conjecturas
O último teorema de Fermat estabeleceu que {\displaystyle A^{n}+B^{n}=C^{n}} não possui solução para n > 2 para números inteiros positivos A, B, e C. Se existisse alguma solução da equação do último teorema de Fermat, então ao dividir cada parcela pelos fatores comuns, seria obtida uma solução com A, B e C primos entre si. Assim, o último teorema de Fermat pode ser visto como um caso especial da conjectura de Beal, restrita ao caso x = y = z.
Segundo a conjectura de Fermat–Catalan, a equação {\displaystyle A^{x}+B^{y}=C^{z}} só possui uma quantidade finita de soluções em que A, B, e C sejam inteiros positivos sem fatores primos em comum e x, y, e z sejam inteiros positivos satisfazendo {\displaystyle {\frac {1}{x}}+{\frac {1}{y}}+{\frac {1}{z}}<1.} A conjectura de Beal pode ser reformulada como "Todas as soluções da conjectura de Fermat–Catalan terão 2 como um dos expoentes."
Se a conjetura abc se mostrar verdadeira, ela implicará que há no máximo uma quantidade finita de contraexemplos para a  conjectura de Beal.

## Resultados parciais
Nos casos abaixo em que 2 é um expoente, os múltiplos de 2 também estão provados, uma vez que uma potência pode ser elevada ao quadrado. Analogamente, quando n é um expoente, os múltiplos de n também estão comprovados.
- O caso em que mdc(x, y, z) > 2 é uma consequência do último teorema de Fermat.
- Pierre de Fermat demonstrou nos anos 1600s que o caso em que (x, y, z) = (2, 4, 4), bem como todas as suas permutações, não possui soluções. (Ver uma demonstração aqui para o caso em que x = 2 ou y = 2.)
- Uma classe de soluções em potencial para a equação, a saber, aquelas em que A, B, C também formam um terno pitagórico, foi considerada por L. Jesmanowicz na década de 1950. J. Jozefiak provou que há uma infinidade de ternos pitagóricos primitivos que não podem satisfazer a equação de Beal. Outros resultados são devidos a Chao Ko.[8]
- O caso x = y = z é o último teorema de Fermat, demonstrado por Andrew Wiles em 1994.[9]
- Os casos (x,y,z) = (2,n,n) e (3,n,n) foram provados por Darmon e Merel em 1995.
- O caso (x, y, z) = (n, 4, 4) e todas as suas permutações foi demonstrado para n ≥ 2.[10]
- A impossibilidade do caso em que A = 1 ou B = 1 é uma consequência da conjectura de Catalan, demonstrada em 2002 por Preda Mihăilescu. (note que C não pode ser 1, ou então A ou B precisariam ser 0, o que não é permitido.)
- Para o caso (x, y, z) = (2, 3, 7), e todas as suas permutações, foi demonstrado que só existem cinco soluções, nenhuma delas envolvendo uma potência par maior do que 2, por Bjorn Poonen, Edward F. Schaefer, e Michael Stoll em 2005.[11]
- Sabe-se que o caso (x, y, z) = (2, 3, 8) e todas as suas permutações têm apenas três soluções, nenhuma delas envolvendo uma potência par maior do que 2.
- Sabe-se que o caso (x, y, z) = (2, 3, 9) e todas as suas permutações têm apenas duas soluções, nenhuma delas envolvendo uma potência par maior do que 2.[12]
- O caso (x, y, z) = (2, 3, 10) e todas as suas permutações foi demonstrado por David Brown em 2009.[13]
- O caso (x, y, z) = (2, 4, n) e todas as suas permutações foi demonstrado para n ≥ 4 por Michael Bennet, Jordan Ellenberg, e Nathan Ng em 2009.[14]
- O caso (x, y, z) = (2, 3, 15) e todas as suas permutações foi demonstrado por Samir Siksek e Michael Stoll em 2013.[15]
- O caso (x, y, z) = (3, 3, n) e todas as suas permutações foi demonstrado para 3 ≤ n ≤ 10000 exceto n = 7, 11, e 13.
- Os casos (5, 5, 7), (5, 5, 19), e (7, 7, 5) e todas as suas permutações foram por Sander R. Dahmen e Samir Siksek em 2013.[16]
- O teorema de Darmon–Granville utiliza o teorema de Faltings para mostrar que para qualquer escolha específica de expoentes (x, y, z), há no máximo uma quantidade finita de soluções.[17]:p. 64
- Peter Norvig, diretor de pesquisa do Google, relatou ter conduzido uma série de buscas numéricas por contraexemplos para a conjectura de Beal.  Entre seus resultados, ele excluiu todas as possíveis soluções tendo tanto x, y, z ≤ 7 quanto A, B, C ≤ 250,000, bem como possíveis soluções tendo x, y, z ≤ 100 e A, B, C ≤ 10,000.
- O site interino da AMS publicou uma nota assegurando que uma possível solução foi encontrada.

Em setembro de 2019 um documento advindo da Pontifícia Universidade Católica foi listado no conselho de correção da AMS.[carece de fontes?]

## Prêmio
Por uma demonstração ou contraexemplo publicada em um jornal revisado por pares, o banqueiro Andrew Beal ofereceu, inicialmente, um prêmio de US $5.000 em 1997, aumentando-o para $50.000 ao longo de dez anos, mas, desde então, aumentou o valor para US $1.000.000.
A American Mathematical Society (AMS) detém o prêmio de US $1 milhão em uma relação de confiança até que a conjectura de Beal seja resolvida. Ela é supervisionada pelo comitê do prêmio Beal (BPC), que é nomeado pelo presidente da AMS. Após uma atualização do site interino da AMS , uma possível solução foi proposta por um aluno de graduação em física da Pontifícia Universidade Católica.
Matheus Vieira está na lista de análise para a validação do prêmio.

## Erro comum em demonstrações da Conjectura de Beal
O erro mais comum em tentativas de demonstrações da Conjectura de Beal é assumir que renomear variáveis matemáticas garantem a generalização da prova. No caso da Conjectura de Beal, esse erro acontece ao assumir uma solução que já contem um fator primo comum à A, B e C. Muitas vezes o autor nem está consciente dessa condição inicial. Entretanto, para a Conjectura de Beal ser realmente verdadeira, deve-se garantir que não existe um contra-exemplo.

## Exemplo de tentativa de demonstração da Conjectura de Beal por TM, STM e TGM[22]
- TM Dado duas equações {\displaystyle Eq_{1}:c^{z}=b^{y}+a^{x}} e {\displaystyle Eq_{2}:c^{m}=c^{m}} com soluções inteiras positivas e tem como base comum  c ≠ 0 , com c, b, a, z, y, x e  m ∈ ℕ,  m > z  é possível determinar uma nova equação {\displaystyle Eq_{3}} que possua tanto o formato de {\displaystyle Eq_{1}} assim como {\displaystyle Eq_{2}}. Isso quer dizer se {\displaystyle Eq_{3}} não satisfazer a {\displaystyle Eq_{1}} então a {\displaystyle Eq_{1}} não possui soluções nos inteiros positivos.

Exemplo Geral do TM , {\displaystyle Eq_{1}:c^{z}=b^{y}+a^{x}} se possui soluções inteiras então {\displaystyle c=(b^{y}+a^{x})^{z}} (I) é valido, assim como {\displaystyle 1=c^{-z}.(b^{y}+a^{x})} (II) elemento neutro da multiplicação, seja {\displaystyle Eq_{2}:c^{m}=c^{m}} (III) já possui soluções inteiras pois c ≠ 0 e m > z, isso tem a seguinte sequência {\displaystyle c^{2},c^{3},c^{4},c^{5},...}, dito isso possamos usar os seguintes passos.
Note que {\displaystyle c^{m}=c^{m}} ⇔ {\displaystyle c^{m}=c^{m}.1}, substituindo (II) em (III) temos {\displaystyle c^{m}=c^{m}.c^{-z}.(b^{y}+a^{x})} ⇔ {\displaystyle c^{m}=c^{m-z}.b^{y}+c^{m-z}.a^{x}}, note que c é um fator comum ao substituir (I) resulta em {\displaystyle (b^{y}+a^{x})^{\frac {m}{z}}=b^{y}.(b^{y}+a^{x})^{\frac {m-z}{z}}+a^{x}.(b^{y}+a^{x})^{\frac {m-z}{z}}}, por teoria dos números possamos usar as seguintes propriedades
{\displaystyle (b^{y}+a^{x})^{\frac {m}{z}}=[b.(b^{y}+a^{x})^{\frac {m-z}{y.z}}]^{y}+[a.(b^{y}+a^{x})^{\frac {m-z}{x.z}}]^{x}}, para que {\displaystyle {\frac {m-z}{y.z}}},{\displaystyle {\frac {m-z}{x.z}}} ∈ ℕ, basta m - z ser múltiplo de xyz isso é ∃ k ∈ ℕ tal que m - z = xyz.k, com isso chegamos na {\displaystyle Eq_{3}} que é;  {\displaystyle (b^{y}+a^{x})^{xy.k+1}=[b.(b^{y}+a^{x})^{xk}]^{y}+[a.(b^{y}+a^{x})^{yk}]^{x}} ⇔ {\displaystyle Eq_{3}:C^{xy.k+1}=B^{y}+A^{x}} ⇔ {\displaystyle C^{Z}=B^{y}+A^{x}}, mesmo formato de {\displaystyle Eq_{1}}.
Dados:
Seja {\displaystyle Eq_{1}:c^{z}=b^{y}+a^{x}} e {\displaystyle Eq_{2}:c^{m}=c^{m}} então gerou {\displaystyle Eq_{3}:C^{Z}=B^{y}+A^{x}}, com {\displaystyle C=a^{x}+b^{y}}, {\displaystyle Z=xy.k+1}, {\displaystyle B=b.(b^{y}+a^{x})^{x.k}} e {\displaystyle A=a.(b^{y}+a^{x})^{y.k}}

Exemplo 1
Teorema de Pitágoras {\displaystyle c^{2}=b^{2}+a^{2}} por TM temos os seguintes dados {\displaystyle Eq_{1}:c^{2}=b^{2}+a^{2}} e {\displaystyle Eq_{2}:c^{m}=c^{m}}, onde m>2, queremos chegar em uma {\displaystyle Eq_{3}} se {\displaystyle Eq_{3}} possuir o mesmo formato de {\displaystyle Eq_{1}} então exite soluções nos inteiros positivos.
Então pelos métodos de TM temos {\displaystyle c^{m}=c^{m}} ⇒ {\displaystyle c^{m}=c^{m}.1} ⇒ {\displaystyle c^{m}=c^{m-2}.(b^{2}+a^{2})} ⇒ {\displaystyle c^{m}=c^{m-2}.b^{2}+c^{m-2}.a^{2}} ⇒ {\displaystyle c^{m}=b^{2}.c^{m-2}+a^{2}.c^{m-2}} ⇒ {\displaystyle (b^{2}+a^{2})^{\frac {m}{2}}=b^{2}.(b^{2}+a^{2})^{\frac {m-2}{2}}+a^{2}.(b^{2}+a^{2})^{\frac {m-2}{2}}} ⇒ {\displaystyle (b^{2}+a^{2})^{\frac {m}{2}}=[b.(b^{2}+a^{2})^{\frac {m-2}{4}}]^{2}+[a.(b^{2}+a^{2})^{\frac {m-2}{4}}]^{2}}, para que {\displaystyle {\frac {m-2}{4}}} ∈ ℕ, ∃ k ∈ ℕ tal que m-2 = 4.k ↔ m = 4k + 2 = 2(2k + 1), substituindo temos o {\displaystyle Eq_{3}};
{\displaystyle Eq_{3}:(b^{2}+a^{2})^{2k+1}=[b.(b^{2}+a^{2})^{k}]^{2}+[a.(b^{2}+a^{2})^{k}]^{2}} de cara nota que o expoente 2k + 1  é um impa então {\displaystyle Eq_{3}} em primeira instancia não tem o mesmo formato de {\displaystyle Eq_{1}}, porém se {\displaystyle (b^{2}+a^{2})^{2k+1}=(c^{2k+1})^{2}} também é valida aí sim {\displaystyle Eq_{3}} é equivalente a {\displaystyle Eq_{1}}, note que pelas Triplas Pitagóricas temos que {\displaystyle c=2t^{2}+2k+1}, {\displaystyle b=2t^{2}+2t} e {\displaystyle a=2t+1}, com t≥1, t ∈ ℕ, fazendo os cálculos temos que {\displaystyle b^{2}+a^{2}=(2t^{2}+2t+1)^{2}}, então 
{\displaystyle Eq_{3}:(b^{2}+a^{2})^{2k+1}=[b.(b^{2}+a^{2})^{k}]^{2}+[a.(b^{2}+a^{2})^{k}]^{2}} ⇒ {\displaystyle Eq_{3}:((2t^{2}+2t+1)^{2})^{2k+1}=[b.((2t^{2}+2t+1)^{2})^{k}]^{2}+[a.((2t^{2}+2t+1)^{2})^{k}]^{2}} ⇒ {\displaystyle Eq_{3}:((2t^{2}+2t+1)^{2k+1})^{2}=[b.(2t^{2}+2t+1)^{2k}]^{2}+[a.(2t^{2}+2t+1)^{2k}]^{2}}, o mesmo formato de {\displaystyle Eq_{1}} logo teorema de Pitágoras tem soluções nos inteiros positivos por TM. se fosse fazer a volta;
{\displaystyle ((2t^{2}+2t+1)^{2k+1})^{2}=[b.(2t^{2}+2t+1)^{2k}]^{2}+[a.(2t^{2}+2t+1)^{2k}]^{2}} ⇒ {\displaystyle ((c)^{2k+1})^{2}=[b.(c)^{2k}]^{2}+[a.(c)^{2k}]^{2}} ⇒  {\displaystyle (c^{2})^{2k+1}=b^{2}.(c)^{4k}+a^{2}.(c)^{4k}} ⇒ {\displaystyle (c^{2})^{2k+1}=(b^{2}+a^{2}).(c)^{4k}} ⇒ {\displaystyle c^{4k+2}=(c^{2}).(c)^{4k}} ⇒ {\displaystyle c^{4k+2}=c^{4k+2}}, portanto satisfez a {\displaystyle Eq_{2}} também.

Exemplo 2
Teorema de Sebá seja x=y e z≠x, {\displaystyle c^{z}=b^{x}+a^{x}}, com mdc(z,y)=mdc(z,x)=1, por TM temos os seguintes dados {\displaystyle Eq_{1}:c^{z}=b^{x}+a^{x}} e {\displaystyle Eq_{2}:c^{m}=c^{m}}, onde m>z, queremos chegar em uma {\displaystyle Eq_{3}} se {\displaystyle Eq_{3}} possuir o mesmo formato de {\displaystyle Eq_{1}} então exite soluções nos inteiros positivos.
Então pelos métodos de TM temos {\displaystyle c^{m}=c^{m}} ⇒ {\displaystyle c^{m}=c^{m}.1} ⇒ {\displaystyle c^{m}=c^{m-z}.(b^{x}+a^{x})} ⇒ {\displaystyle c^{m}=c^{m-z}.b^{x}+c^{m-z}.a^{x}} ⇒ {\displaystyle c^{m}=b^{x}.c^{m-z}+a^{x}.c^{m-z}} ⇒ {\displaystyle (b^{x}+a^{x})^{\frac {m}{z}}=b^{x}.(b^{x}+a^{x})^{\frac {m-z}{z}}+a^{x}.(b^{x}+a^{x})^{\frac {m-z}{z}}} ⇒ {\displaystyle (b^{x}+a^{x})^{\frac {m}{z}}=[b.(b^{x}+a^{x})^{\frac {m-z}{xz}}]^{x}+[a.(b^{x}+a^{x})^{\frac {m-x}{xz}}]^{x}}, para que {\displaystyle {\frac {m-z}{xz}}} ∈ ℕ, ∃ k ∈ ℕ tal que m-z = xz.k ↔ m = xz.k + z = z(xk + 1), substituindo temos o {\displaystyle Eq_{3}};
{\displaystyle (b^{x}+a^{x})^{xk+1}=[b.(b^{x}+a^{x})^{k}]^{x}+[a.(b^{x}+a^{x})^{k}]^{x}}, mdc(xk+1,x)=1, Note que de imediato já está no mesmo formato de {\displaystyle Eq_{1}}, basta {\displaystyle C=b^{x}+a^{x}}, {\displaystyle Z=xk+1}, {\displaystyle B=b.(b^{x}+a^{x})^{k}} e {\displaystyle A=a.(b^{x}+a^{x})^{k}}, isso é {\displaystyle C^{Z}=B^{x}+A^{x}}, caso tivesse optado pelo {\displaystyle Eq_{1}:c^{z}=b^{y}+a^{x}} o {\displaystyle Eq_{3}} seria {\displaystyle C^{Z}=B^{y}+A^{y}}, ao fazer a volta chegará em {\displaystyle Eq_{2}}.
Exemplo 3
O ultimo Teorema de Fermat , seja z = x = x ≥ 3, {\displaystyle c^{z}=b^{z}+a^{z}} por TM temos os seguintes dados {\displaystyle Eq_{1}:c^{z}=b^{z}+a^{z}} e {\displaystyle Eq_{2}:c^{m}=c^{m}}, onde m>z, queremos chegar em uma {\displaystyle Eq_{3}} se {\displaystyle Eq_{3}} possuir o mesmo formato de {\displaystyle Eq_{1}} então exite soluções nos inteiros positivos.
Então pelos métodos de TM temos {\displaystyle c^{m}=c^{m}} ⇒ {\displaystyle c^{m}=c^{m}.1} ⇒ {\displaystyle c^{m}=c^{m-z}.(b^{z}+a^{z})} ⇒ {\displaystyle c^{m}=c^{m-z}.b^{z}+c^{m-z}.a^{z}} ⇒ {\displaystyle c^{m}=b^{z}.c^{m-z}+a^{z}.c^{m-z}} ⇒ {\displaystyle (b^{z}+a^{z})^{\frac {m}{z}}=b^{z}.(b^{z}+a^{z})^{\frac {m-z}{z}}+a^{z}.(b^{z}+a^{z})^{\frac {m-z}{z}}} ⇒ {\displaystyle (b^{z}+a^{z})^{\frac {m}{z}}=[b.(b^{z}+a^{z})^{\frac {m-z}{z^{2}}}]^{z}+[a.(b^{z}+a^{z})^{\frac {m-z}{z^{2}}}]^{z}}, para que {\displaystyle {\frac {m-z}{z^{2}}}} ∈ ℕ, ∃ k ∈ ℕ tal que {\displaystyle m-z=z^{2}.k} ↔ {\displaystyle m=k.z^{2}+z} ↔ {\displaystyle k.z^{2}+z-m=0}, uma equação do 2ª grau então {\displaystyle z={\frac {-1\pm {\sqrt {1+4km}}}{2k}}} só intereça a parte positiva logo {\displaystyle z={\frac {-1+{\sqrt {1+4km}}}{2k}}}, o único valor para que z ∈ ℕ, é se {\displaystyle m=k.t^{2}+t}, com t ∈ ℕ, então z vale;
```

  

    

      

        
z

        
=

        

          

            

              
−

              
1

              
+

              

                

                  
1

                  
+

                  
4

                  
k

                  
(

                  
k

                  
.

                  

                    
t

                    

                      
2

                    

                  

                  
+

                  
t

                  
)

                

              

            

            

              
2

              
k

            

          

        

        
=

        

          

            

              
−

              
1

              
+

              

                

                  
4

                  
(

                  
k

                  
t

                  

                    
)

                    

                      
2

                    

                  

                  
+

                  
4

                  
k

                  
t

                  
+

                  
1

                

              

            

            

              
2

              
k

            

          

        

        
=

        

          

            

              
−

              
1

              
+

              

                

                  
(

                  
2

                  
k

                  
t

                  
+

                  
1

                  

                    
)

                    

                      
2

                    

                  

                

              

            

            

              
2

              
k

            

          

        

        
=

        

          

            

              
−

              
1

              
+

              
2

              
k

              
t

              
+

              
1

            

            

              
2

              
k

            

          

        

        
=

        
t

      

    

    
{\displaystyle z={\frac {-1+{\sqrt {1+4k(k.t^{2}+t)}}}{2k}}={\frac {-1+{\sqrt {4(kt)^{2}+4kt+1}}}{2k}}={\frac {-1+{\sqrt {(2kt+1)^{2}}}}{2k}}={\frac {-1+2kt+1}{2k}}=t}

  

, então temos 

  

    

      

        
z

        
=

        
t

      

    

    
{\displaystyle z=t}

  

 e 

  

    

      

        
m

        
=

        
k

        

          
t

          

            
2

          

        

        
+

        
t

      

    

    
{\displaystyle m=kt^{2}+t}

  

, substituindo esses valores resulta na 

  

    

      

        
E

        

          
q

          

            
3

          

        

      

    

    
{\displaystyle Eq_{3}}

  

;
```

{\displaystyle (b^{z}+a^{z})^{\frac {m}{z}}=[b.(b^{z}+a^{z})^{\frac {m-z}{z^{2}}}]^{z}+[a.(b^{z}+a^{z})^{\frac {m-z}{z^{2}}}]^{z}}⇒{\displaystyle (b^{t}+a^{t})^{\frac {kt^{2}+t}{t}}=[b.(b^{t}+a^{t})^{\frac {k.t^{2}+t-t}{t^{2}}}]^{t}+[a.(b^{t}+a^{t})^{\frac {k.t^{2}+t-t}{t^{2}}}]^{t}}⇒{\displaystyle (b^{t}+a^{t})^{kt+1}=[b.(b^{t}+a^{t})^{k}]^{t}+[a.(b^{t}+a^{t})^{k}]^{t}}, note que {\displaystyle kt+1} não é múltiplo de t ou z , então temos que verificar se {\displaystyle b^{t}+a^{t}} é uma potência do tipo {\displaystyle C^{t}} assim como ocorreu para o teorema de Pitágoras , porém como t=z≥3 é impossível segundo a demonstração do matemático ANDREW WILES então {\displaystyle Eq_{3}} não possui o formato de {\displaystyle Eq_{1}} sendo assim {\displaystyle Eq_{1}} não possui soluções nos inteiros positivos para z≥3.  

## Variantes
Os contraexemplos {\displaystyle 7^{3}+13^{2}=2^{9}} e {\displaystyle 1^{m}+2^{3}=3^{2}} mostram que a conjectura seria falsa se fosse permitido que um dos expoentes fosse 2. A conjectura de Fermat–Catalan é um problema em aberto que lida com tais casos.
Uma variação da conjectura, que afirma que x, y, z (em vez de A, B, C) deve ter um fator primo em comum, não é verdade. Um contra-exemplo é {\displaystyle 27^{4}+162^{3}=9^{7},} em que 4, 3, e 7 não têm nenhum fator primo em comum. (Na verdade, o maior fator primo comum dos expoentes que é válido é 2; um fator comum maior do que 2 seria um contra-exemplo para o último teorema de Fermat.)
A conjectura não é válida no domínio maior dos inteiros de Gauss. Depois de um prêmio de US $50 ser oferecido em troca de um contraexemplo, Fred W. Helenius forneceu {\displaystyle (-2+i)^{3}+(-2-i)^{3}=(1+i)^{4}.}